# Solsonès

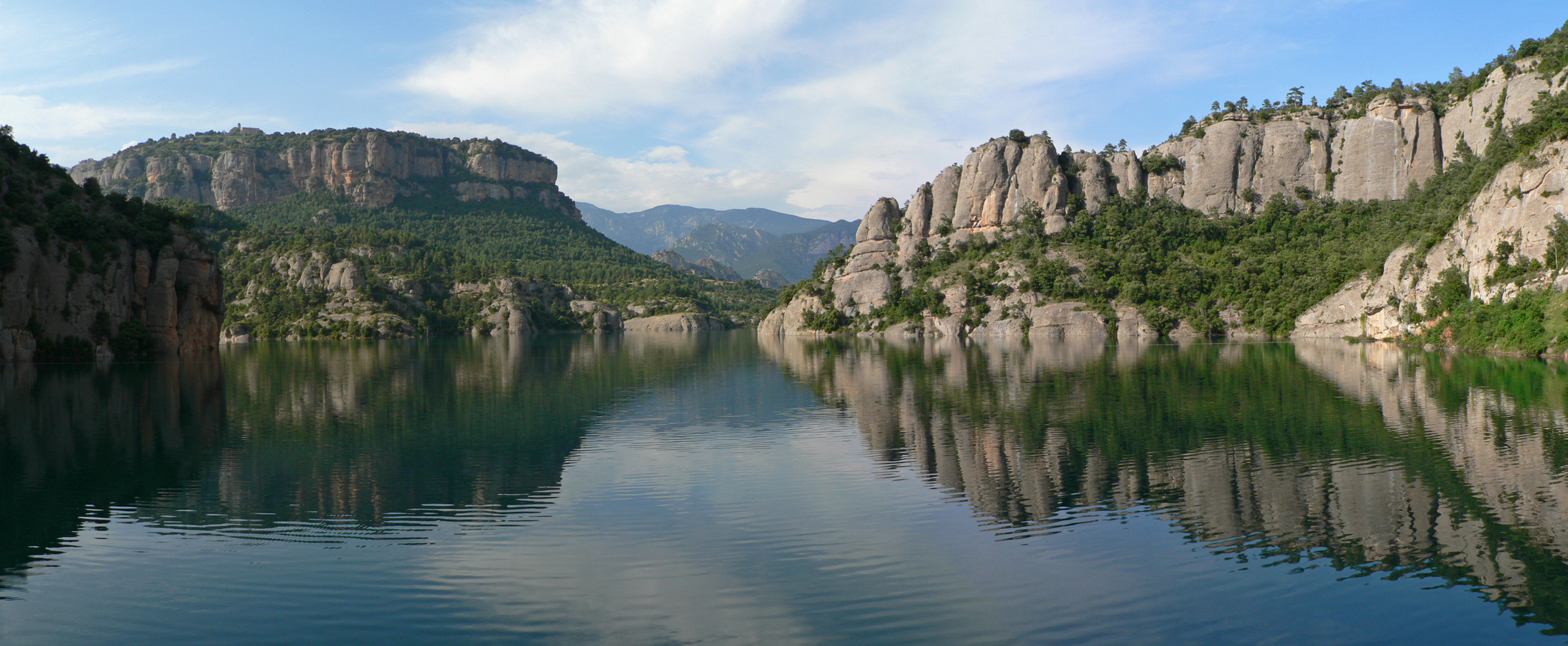
Pantà de la Llosa del Cavall i grevskapet Solsonès.

Solsonès är ett grevskap, comarca, i den nordliga delen av Katalonien, i Spanien. Huvudorten heter Solsona, med 9188 innevånare 2013.

## Kommuner
Solsonès är uppdelat i 15 kommuner, municipis. 

- Castellar de la Ribera
- Clariana de Cardener
- La Coma i la Pedra
- Guixers
- Lladurs
- Llobera
- La Molsosa
- Navès
- Odèn
- Olius
- Pinell de Solsonès
- Pinós
- Riner
- Sant Llorenç de Morunys
- Solsona